# Canton des Monts du Réquistanais
Le canton des monts du Réquistanais est une circonscription électorale française du département de l'Aveyron, créée par le décret du 21 février 2014 et entrée en vigueur lors des élections départementales de 2015.

## Histoire
Un nouveau découpage territorial de l'Aveyron entre en vigueur en mars 2015, défini par le décret du 21 février 2014, en application des lois du 17 mai 2013 (loi organique 2013-402 et loi 2013-403). Les conseillers départementaux sont, à compter de ces élections, élus au scrutin majoritaire binominal mixte. Les électeurs de chaque canton élisent au Conseil départemental, nouvelle appellation du Conseil général, deux membres de sexe différent, qui se présentent en binôme de candidats. Les conseillers départementaux sont élus pour 6 ans au scrutin binominal majoritaire à deux tours, l'accès au second tour nécessitant 12,5 % des inscrits au 1er tour. En outre la totalité des conseillers départementaux est renouvelée. Ce nouveau mode de scrutin nécessite un redécoupage des cantons dont le nombre est divisé par deux avec arrondi à l'unité impaire supérieure. En Aveyron, le nombre de cantons passe ainsi de 46 à 23. Le canton des monts du Réquistanais fait partie des 21 nouveaux cantons du département, deux cantons conservant leur dénomination (Saint-Affrique et Villefranche-de-Rouergue).

## Représentation
| Période élective | Période élective | Mandat | Mandat   | Identité         | Nuance | Nuance | Qualité                                                                                          |
| ---------------- | ---------------- | ------ | -------- | ---------------- | ------ | ------ | ------------------------------------------------------------------------------------------------ |
| 2015             | 2021             | 2015   | 2021     | Régis Cailhol    |        | DVG    | Agriculteur Ancien conseiller général du canton de Cassagnes-Bégonhès Ancien conseiller régional |
| 2015             | 2021             | 2015   | 2021     | Karine Escorbiac |        | PS     | Infirmière Conseillère municipale de Saint-Jean-Delnous                                          |
| 2021             | 2028             | 2021   | En cours | Michel Causse    |        | DVD    | Médecin retraité Maire de Réquista Président de la Communauté de communes du Réquistanais        |
| 2021             | 2028             | 2021   | En cours | Nathalie Puel    |        | DVD    | Cogérante de société agroalimentaire, Salmiech Responsable d'une caisse de mutuelle              |

## Élections
| Candidats            | Candidats            | Partis      | Partis      | Premier tour | Premier tour | Second tour | Second tour |
| Candidats            | Candidats            | Partis      | Partis      | Voix         | %            | Voix        | %           |
| -------------------- | -------------------- | ----------- | ----------- | ------------ | ------------ | ----------- | ----------- |
| 1                    | Régis Cailhol*       |             | PS          | 2 158        | 38,37        | 2 858       | 50,58       |
| 1                    | Karine Escorbiac     |             | PS          | 2 158        | 38,37        | 2 858       | 50,58       |
| 2                    | Béatrice At          |             | DVD         | 1 231        | 21,89        | 2 792       | 49,42       |
| 2                    | Fabien Grimal        |             | DVD         | 1 231        | 21,89        | 2 792       | 49,42       |
| 3                    | Jean-Claude Gintrand |             | DVG         | 1 118        | 19,88        |             |             |
| 3                    | Nadine Vernhes       |             | DVG         | 1 118        | 19,88        |             |             |
| 4                    | Régine Nespoulous    |             | UDI         | 1 117        | 19,86        |             |             |
| 4                    | Patrice Panis        |             | UDI         | 1 117        | 19,86        |             |             |
|                      |                      |             |             |              |              |             |             |
| Inscrits             | Inscrits             | Inscrits    | Inscrits    | 8 951        | 100,00       | 8 951       | 100,00      |
| Abstentions          | Abstentions          | Abstentions | Abstentions | 2 924        | 32,67        | 2 986       | 33,36       |
| Votants              | Votants              | Votants     | Votants     | 6 027        | 67,33        | 5 965       | 66,64       |
| Blancs               | Blancs               | Blancs      | Blancs      | 256          | 4,25         | 178         | 2,98        |
| Nuls                 | Nuls                 | Nuls        | Nuls        | 147          | 2,44         | 137         | 2,30        |
| Exprimés             | Exprimés             | Exprimés    | Exprimés    | 5 624        | 93,31        | 5 650       | 94,72       |
| * conseiller sortant |                      |             |             |              |              |             |             |

| Candidats                 | Partis                    | Partis                    | Premier tour | Premier tour |
| Candidats                 | Partis                    | Partis                    | Voix         | %            |
| ------------------------- | ------------------------- | ------------------------- | ------------ | ------------ |
| Michel Causse             |                           | DVD                       | 2 667        | 61,45        |
| Nathalie Puel             |                           | DVD                       | 2 667        | 61,45        |
| Régis Cailhol*            |                           | DVG                       | 1 673        | 38,55        |
| Véronique Paulhe          |                           | DVG                       | 1 673        | 38,55        |
|                           |                           |                           |              |              |
| Votes valides             | Votes valides             | Votes valides             | 4340         | 91,99        |
| Votes blancs et nuls      | Votes blancs et nuls      | Votes blancs et nuls      | 378          | 8,01         |
| Total                     | Total                     | Total                     | 4718         | 100          |
| Abstention                | Abstention                | Abstention                | 4228         | 47,26        |
| Inscrits / participation? | Inscrits / participation? | Inscrits / participation? | 8946         | 52,74        |
| * conseiller sortant      |                           |                           |              |              |

## Composition
Le nouveau canton des Monts du Réquistanais est composé de quatorze communes entières.
| Nom                              | Code Insee | Intercommunalité       | Superficie (km2) | Population (dernière pop. légale) | Densité (hab./km2) | Modifier                                    |
| -------------------------------- | ---------- | ---------------------- | ---------------- | --------------------------------- | ------------------ | ------------------------------------------- |
| Réquista (bureau centralisateur) | 12197      | CC du Réquistanais     | 59,32            | 1 940 (2022)                      | 33                 | modifier les données · modifier les données |
| Arvieu                           | 12011      | CC de Lévézou Pareloup | 46,91            | 765 (2022)                        | 16                 | modifier les données · modifier les données |
| Auriac-Lagast                    | 12015      | CC du Réquistanais     | 30,76            | 229 (2022)                        | 7,4                | modifier les données · modifier les données |
| Calmont                          | 12043      | CC Pays Ségali         | 30,89            | 2 208 (2022)                      | 71                 | modifier les données · modifier les données |
| Cassagnes-Bégonhès               | 12057      | CC Pays Ségali         | 30,93            | 946 (2022)                        | 31                 | modifier les données · modifier les données |
| Comps-la-Grand-Ville             | 12073      | CC du Pays de Salars   | 21,95            | 637 (2022)                        | 29                 | modifier les données · modifier les données |
| Connac                           | 12075      | CC du Réquistanais     | 10,69            | 101 (2022)                        | 9,4                | modifier les données · modifier les données |
| Durenque                         | 12092      | CC du Réquistanais     | 33,15            | 524 (2022)                        | 16                 | modifier les données · modifier les données |
| Lédergues                        | 12127      | CC du Réquistanais     | 36,31            | 664 (2022)                        | 18                 | modifier les données · modifier les données |
| Rullac-Saint-Cirq                | 12207      | CC du Réquistanais     | 32,74            | 342 (2022)                        | 10                 | modifier les données · modifier les données |
| Saint-Jean-Delnous               | 12230      | CC du Réquistanais     | 18,29            | 382 (2022)                        | 21                 | modifier les données · modifier les données |
| Sainte-Juliette-sur-Viaur        | 12234      | CC Pays Ségali         | 16,71            | 634 (2022)                        | 38                 | modifier les données · modifier les données |
| Salmiech                         | 12255      | CC du Pays de Salars   | 28,16            | 764 (2022)                        | 27                 | modifier les données · modifier les données |
| La Selve                         | 12267      | CC du Réquistanais     | 48,27            | 583 (2022)                        | 12                 | modifier les données · modifier les données |
| Canton des Monts du Réquistanais | 1213       |                        | 445,08           | 10 719 (2022)                     | 24                 | modifier les données                        |

## Démographie
En 2022, le canton comptait 10 719 habitants, en évolution de +1,08 % par rapport à 2016 (Aveyron : +0,37 %, France hors Mayotte : +2,11 %).
| 2013   | 2018   | 2022   |
| ------ | ------ | ------ |
| 10 616 | 10 684 | 10 719 |